# Municipio de Washington (condado de Lee)
El municipio de Washington (en inglés: Washington Township) es un municipio ubicado en el condado de Lee en el estado estadounidense de Iowa. En el año 2010 tenía una población de 1569 habitantes y una densidad poblacional de 16,73 personas por km².

## Geografía
El municipio de Washington se encuentra ubicado en las coordenadas 40°40′56″N 91°19′12″O / 40.68222, -91.32000. Según la Oficina del Censo de los Estados Unidos, el municipio tiene una superficie total de 93.79 km², de la cual 92,81 km² corresponden a tierra firme y (1,04 %) 0,98 km² es agua.

## Demografía
Según el censo de 2010, había 1569 personas residiendo en el municipio de Washington. La densidad de población era de 16,73 hab./km². De los 1569 habitantes, el municipio de Washington estaba compuesto por el 97,2 % blancos, el 0,76 % eran afroamericanos, el 0,32 % eran asiáticos, el 0,64 % eran de otras razas y el 1,08 % eran de una mezcla de razas. Del total de la población el 2,93 % eran hispanos o latinos de cualquier raza.